# Adrien Tigeot
Adrien Tigeot, né le 29 mai 1923 à Rennes et mort fusillé le 13 décembre 1943 à Angers, est un instituteur et résistant français.
Adrien Tigeot faisait partie du Front National de la région de Segré et était membre actif des Francs tireurs et partisans de cette région.

## Biographie

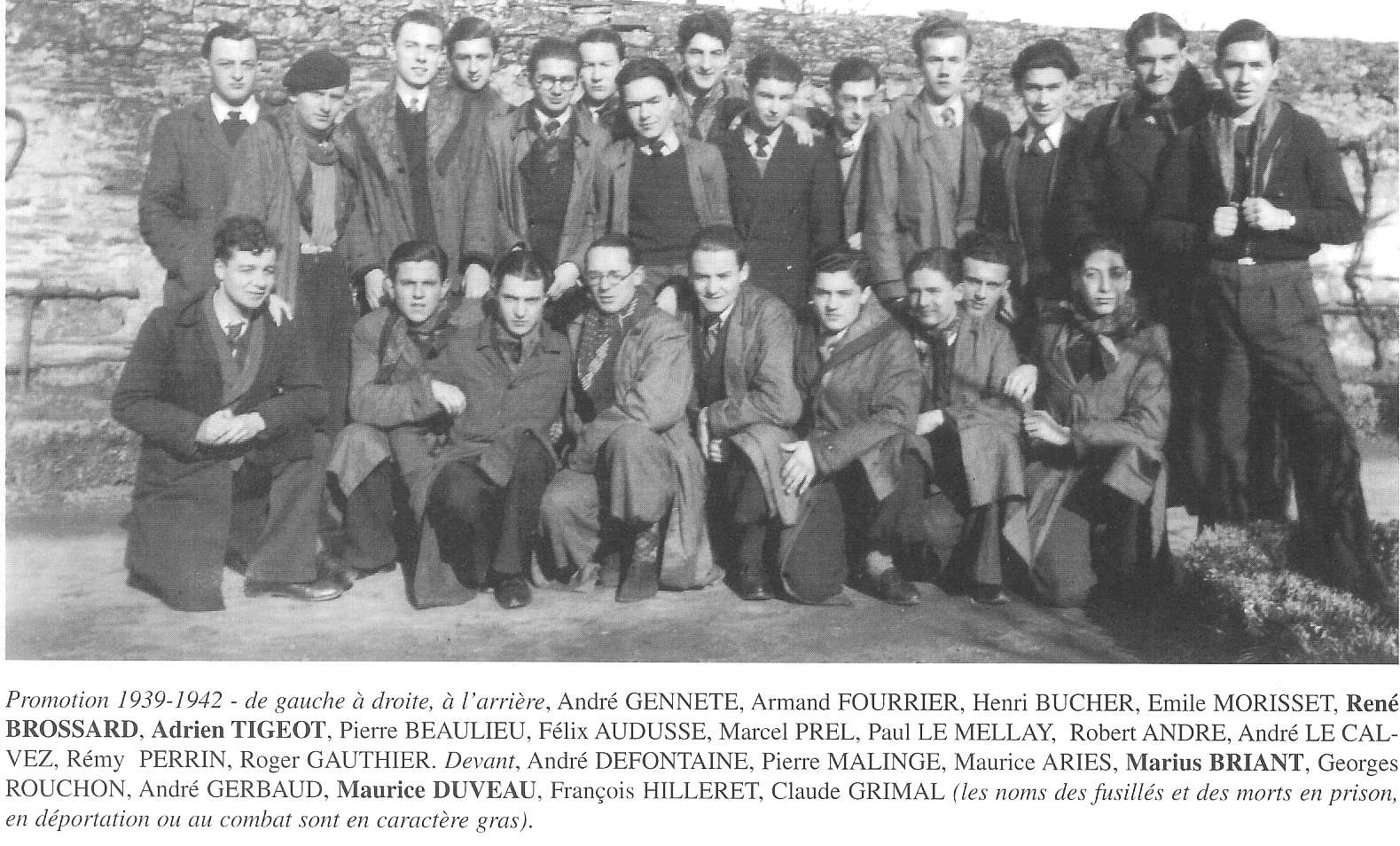
Élèves-maîtres promo 39-42 dont Adrien Tigeot et deux autres membres de la Résistance Française en Anjou

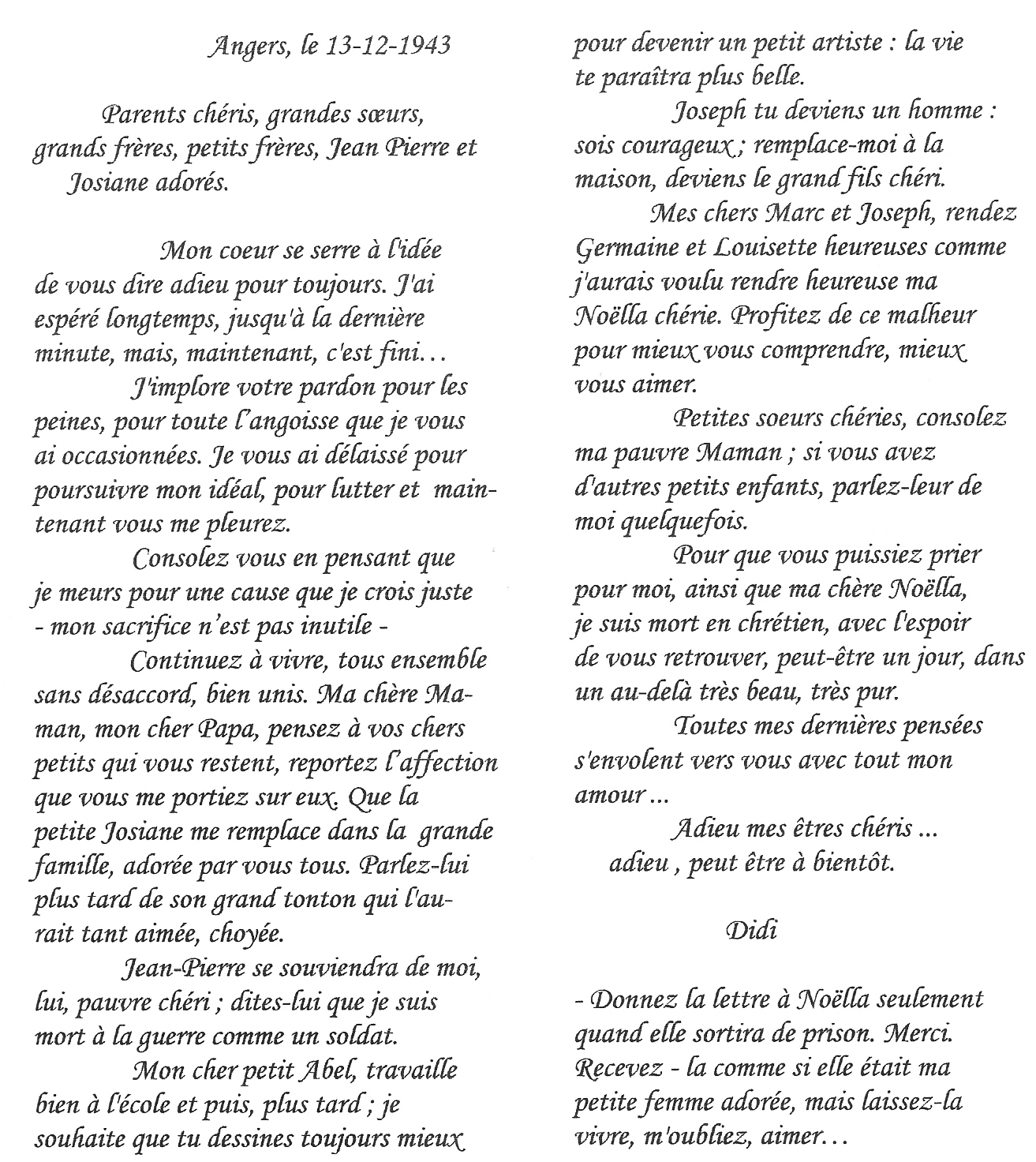
Lettre d'adieu d'Adrien Tigeot à sa famille avant son exécution, Angers le 13 décembre 1943

Ses parents habitaient à La Chapelle-Hullin en Maine-et-Loire. En octobre 1939, il entre à l'école Normale d'Angers où il obtient le Brevet Supérieur le 27 juin 1941.
Le 1er octobre 1942, il est nommé instituteur à Contigné (Maine-et-Loire), le 1er avril 1943 à Fontevraud-l'Abbaye et le 3 mai 1943 à Corzé. 
En 1943, Jacques Vasseur, collaborateur de la Gestapo d'Angers et de Nantes, participe à des arrestations, des dénonciations, des sévices, des tortures et des meurtres, faisant infiltrer de nombreux réseaux de résistance. Il dénonce ainsi Adrien Tigeot et sa fiancée Noëlla Peaudeau. 
Tigeot est arrêté un mois plus tard, le 7 juin 1943 pendant sa classe à l'école de Corzé et est conduit à la Police de Vichy, rue Racine à Angers. Le 8 juin 1943, il est transféré à la prison française du Pré-Pigeon à Angers, puis le 19 juin à la prison allemande du Pré-Pigeon. Le 1er décembre 1943, Tigeot est condamné à mort. Pendant plusieurs jours, il croit qu'il sera gracié, communiquant avec René Brossard et Marius Briant, ses voisins de prison, au travers d'un mur épais. Après douze longues journées et nuits de cauchemar, il est invité à écrire une lettre d'adieu à sa famille. « La veille de son exécution, il fut assisté par un aumônier allemand.» (selon une note écrite par son voisin de cellule, Marius Briant). 
Le 13 décembre 1943, il est fusillé au champ de tir situé dans la clairière de Belle-Beille, dans le parc de la Garenne à Angers, en même temps que quatre de ses collègues et deux agriculteurs de La Membrolle-sur-Longuenée, Gabriel et Julien Alix, père et fils, accusés eux aussi de terrorisme. 
Sa fiancée Noëlla Peaudeau citée par Adrien dans sa lettre d'adieu, d'abord emprisonnée à Angers, est ensuite déportée à Ravensbrück, dans le convoi des 27.000 parti de Compiègne le 31 janvier 1944, sous le matricule 27240  ; elle est libérée avec les 300 premières Françaises de ce camp de concentration, à la frontière germano-suisse, le 9 avril 1945. En automne 1945, lors d'un séjour de convalescence en Suisse organisé par l'Association nationale des anciennes déportées et internées de la Résistance ADIR (dont elle sera une membre très active), elle rencontre André Rouget qu'elle épousera en 1947 et vivra dès lors à Genève,.

## Décorations
Médaille de la Résistance française (décret du 27 décembre 1960)

## Hommages
- Un monument a été érigé à Belle-Beille en l'honneur des 45 résistants fusillés[6].

- Une plaque commémorative a été posée au collège de Segré[7] aux noms des anciens élèves résistants, dont André Tigeot.

- En hommage à son ancien instituteur résistant, le nom d'Adrien Tigeot a été donné à l'école communale de Corzé[8] par la municipalité.

- À Angers, un groupe scolaire a été nommé Adrien Tigeot.